# سيدني كرامر
سيدني كرامر (بالإنجليزية: Sidney Kramer)‏ هو موظف مدني وسياسي أمريكي، ولد في 8 يوليو 1925 في واشنطن العاصمة في الولايات المتحدة. حزبياً، نشط في الحزب الديمقراطي. وقد انتخب المدير التنفيذي لمقاطعة مونتغومري ‏ (1 ديسمبر 1986 – 3 ديسمبر 1990).